# تيغلوئيدين
تيغلوئيدين (بالإنجليزية: Tigloidine)‏ هو مركب عضوي، وأحد أشباه قلويات التروبان [الإنجليزية]، وعنصر ثانوي لعددٍ من النباتات الباذنجية، بما في ذلك حبوة البيرو.
سُوِّق المركب دواءً مضادًا لمرض باركنسون بالاسم التجاري تروبيغلين (بالإنجليزية: Trpigline)‏.